# Пол Девіс (яхтсмен)
Пол Девіс (норв. Paul Davis, 10 лютого 1958) — норвезький яхтсмен.
Бронзовий призер Олімпійських Ігор 2000 року в класі Солінґ, учасник 1996 року.